# Djoemoe
Djoemoe é uma cidade do Suriname, localizada no distrito de Sipaliwini, a 86 metros acima do nível do mar.